# Carlo Monari
Carlo Monari (1831 – 21 luglio 1918) è stato uno scultore e patriota italiano.

## Biografia
Carlo Monari studiò all'Accademia di Belle Arti di Bologna, dove, tra il 1853 e il 1862, fu allievo di Cincinnato Baruzzi, da cui imparò l'ornato e la figura. Nel 1854 vinse il premio Curlandese con un Narciso alla fonte.
Patriota, fu volontario della Guardia del Governo provvisorio delle Romagne nel 1859 e partecipò come garibaldino alla battaglia di Bezzecca del 1866 e a quella di Mentana del 1867.
Mischiando alla matrice classicista un verismo talvolta virtuosistico, realizzò numerose opere funerarie di cui una trentina nella Certosa di Bologna, e alcuni monumenti pubblici tra i quali si ricordano il Monumento ai martiri dell'Indipendenza, del 1868, e il Monumento a Cavour, in Piazza Cavour a Bologna, del 1892.
Espose a Parigi, Roma e Milano; a Torino, all'Esposizione generale italiana del 1884 partecipò con una Mima romana.
Scolpì le sirene in marmo che decorano le quattro spallette del Pontelungo, a Bologna.
Il fondo Belluzzi del Museo civico del Risorgimento conserva numerose fotografie delle sue opere.
È sepolto nella tomba di famiglia in Certosa, nel terzo transetto della Sala del Colombario.

## Galleria d'immagini

Monumenti funebri nella Certosa di Bologna
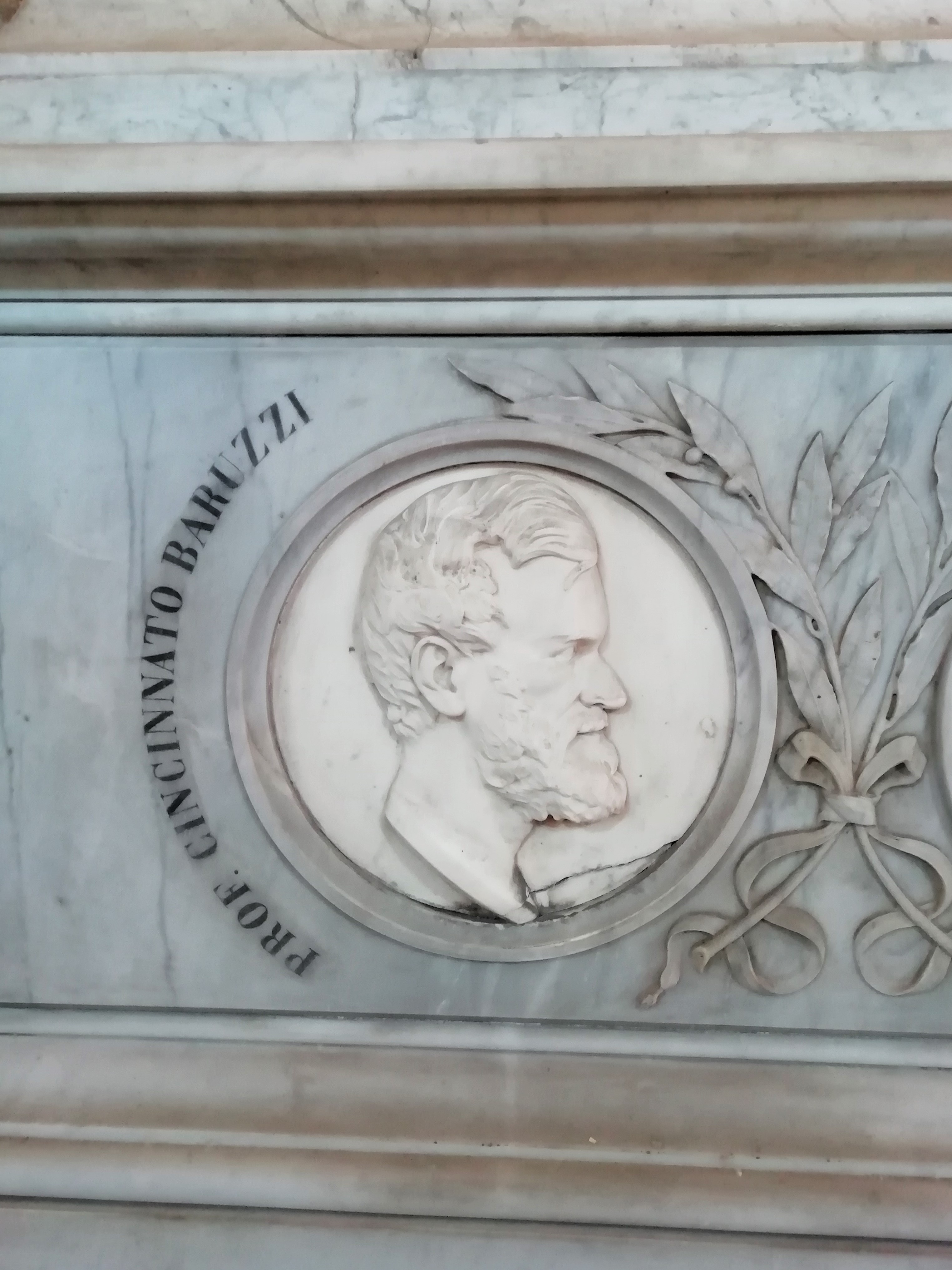
Medaglione della tomba di Cincinnato Baruzzi, particolare
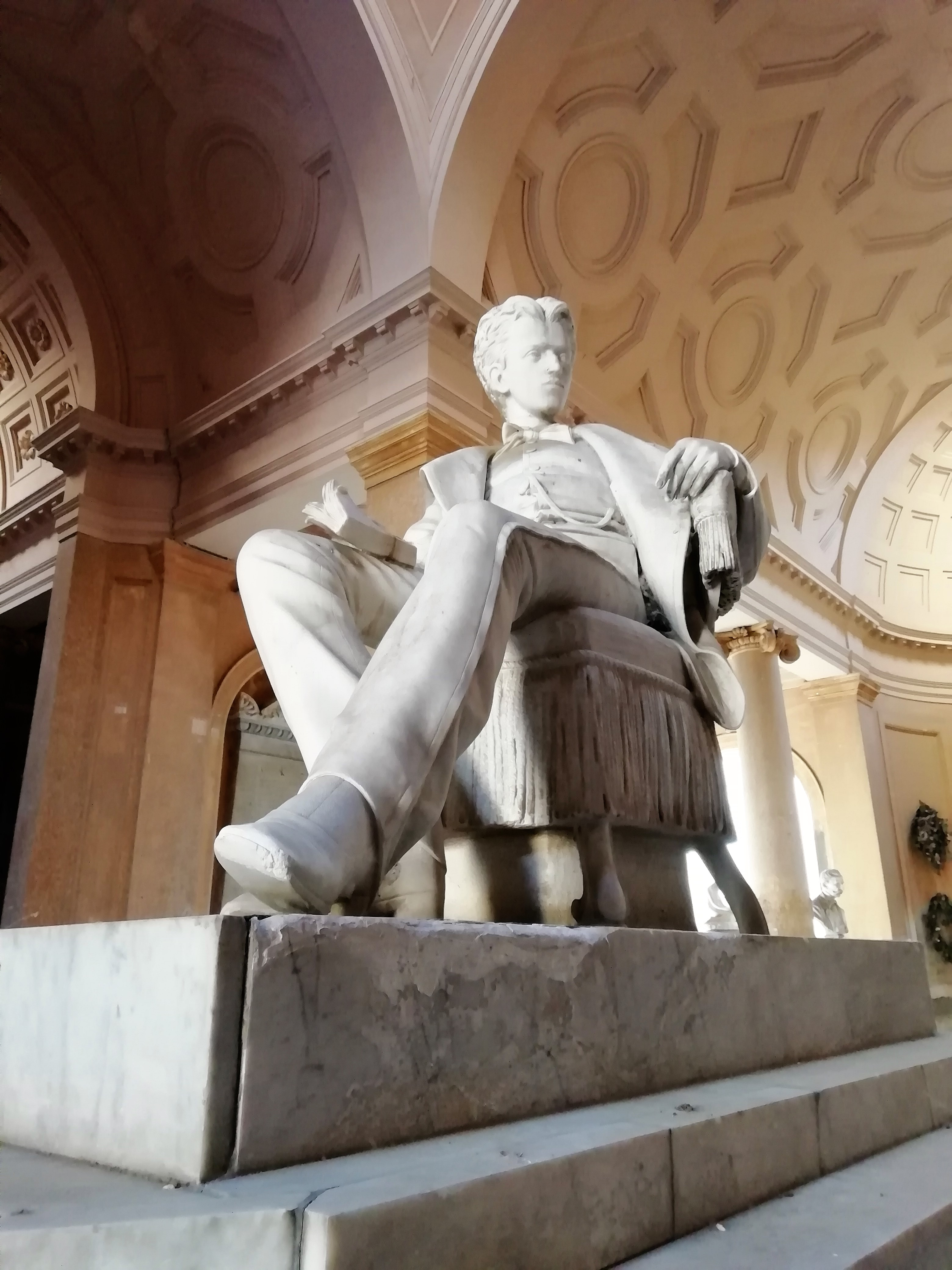
Monumento a Enea Cocchi
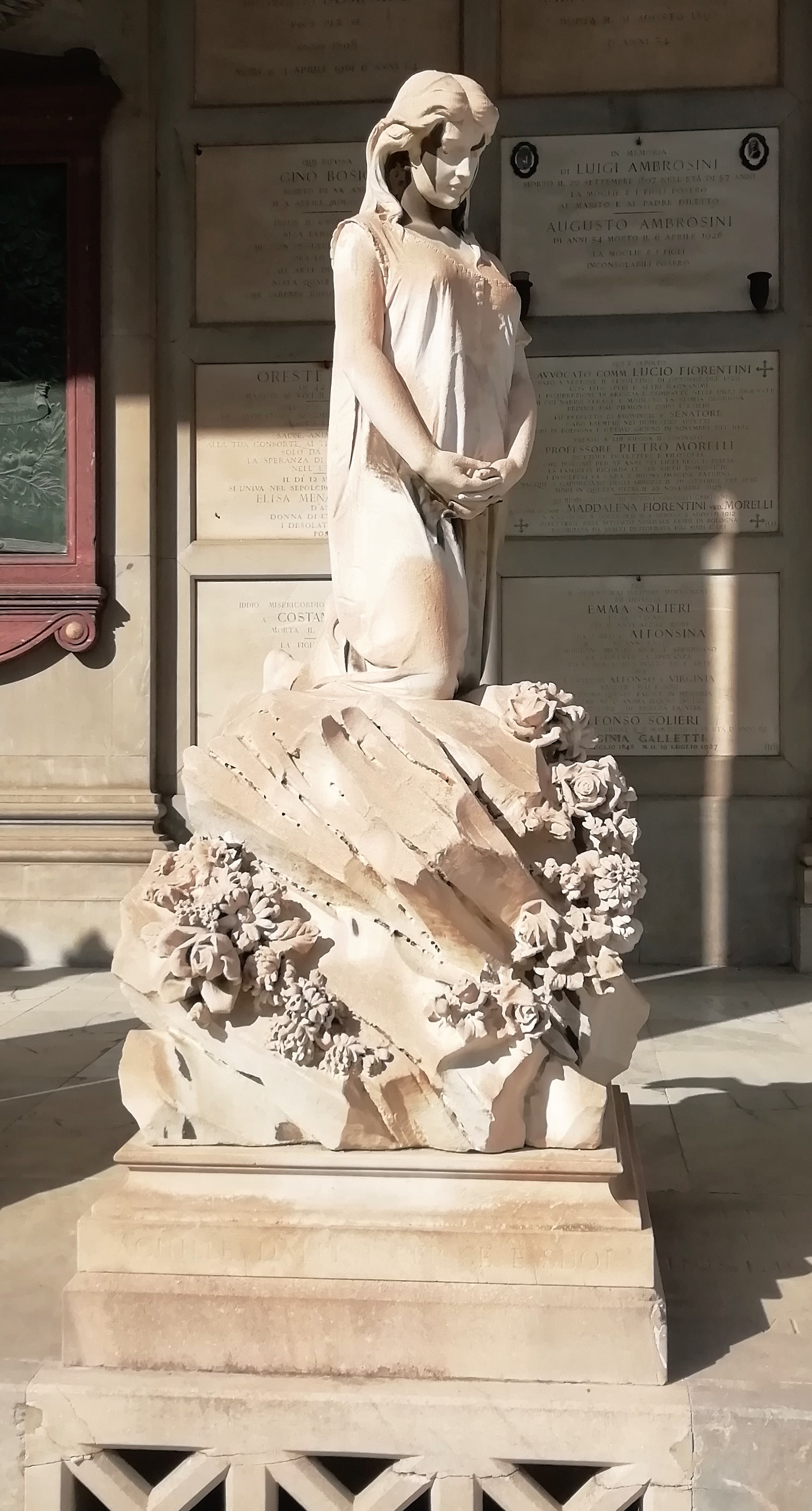
Monumento Dalpini
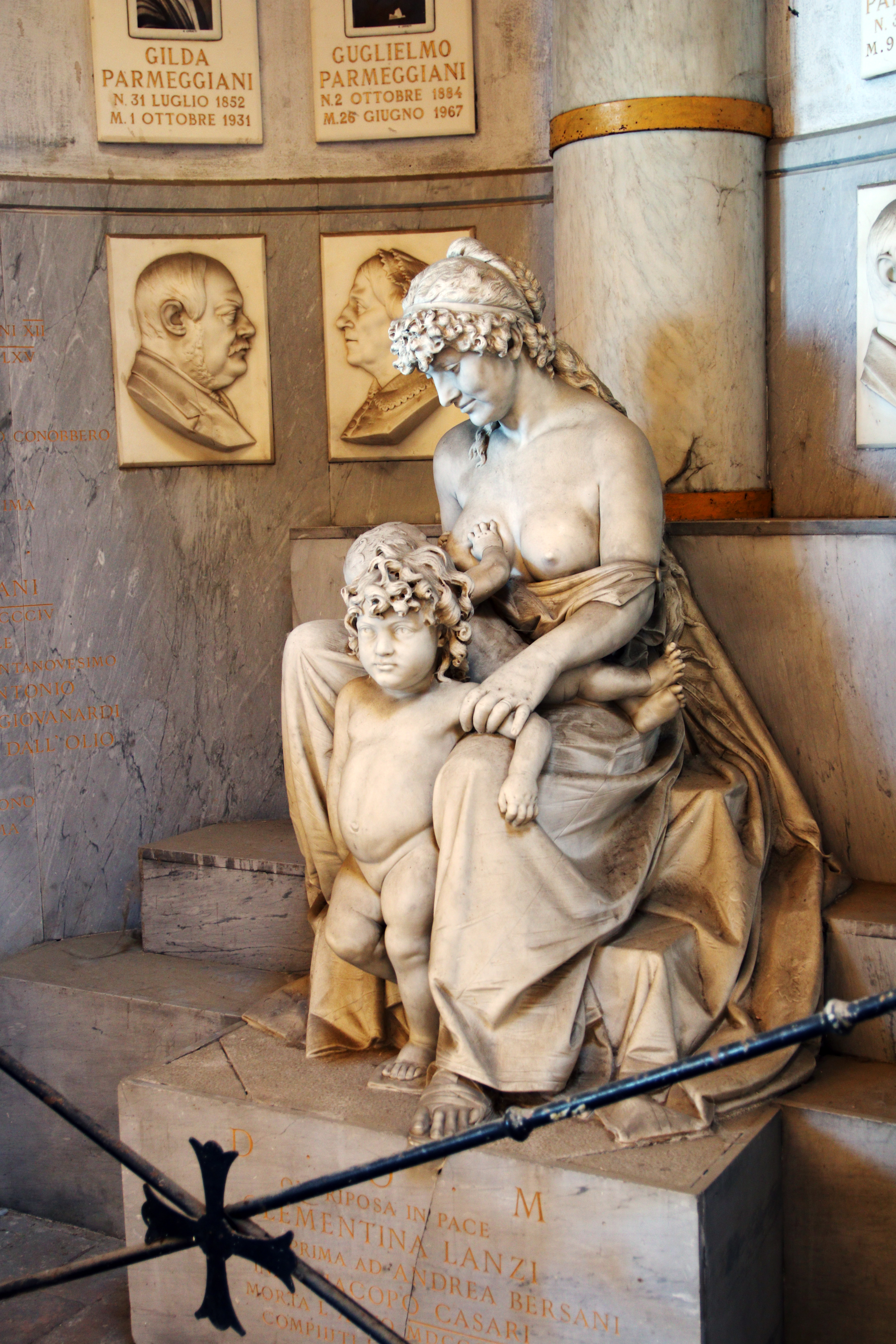
Monumento Lanzi Bersani, che interessò Freud
Monumento Maiani
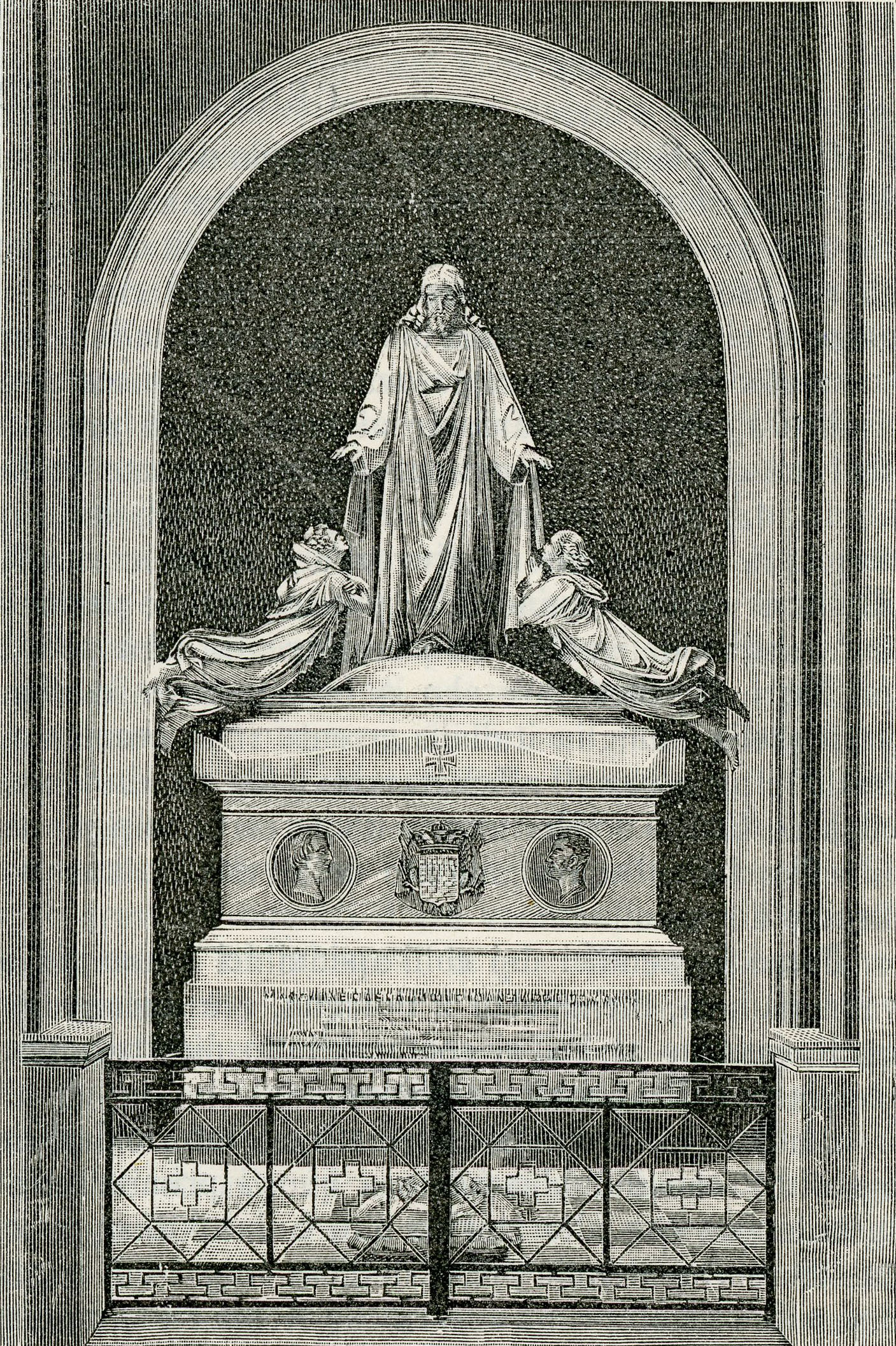
Monumento Pepoli
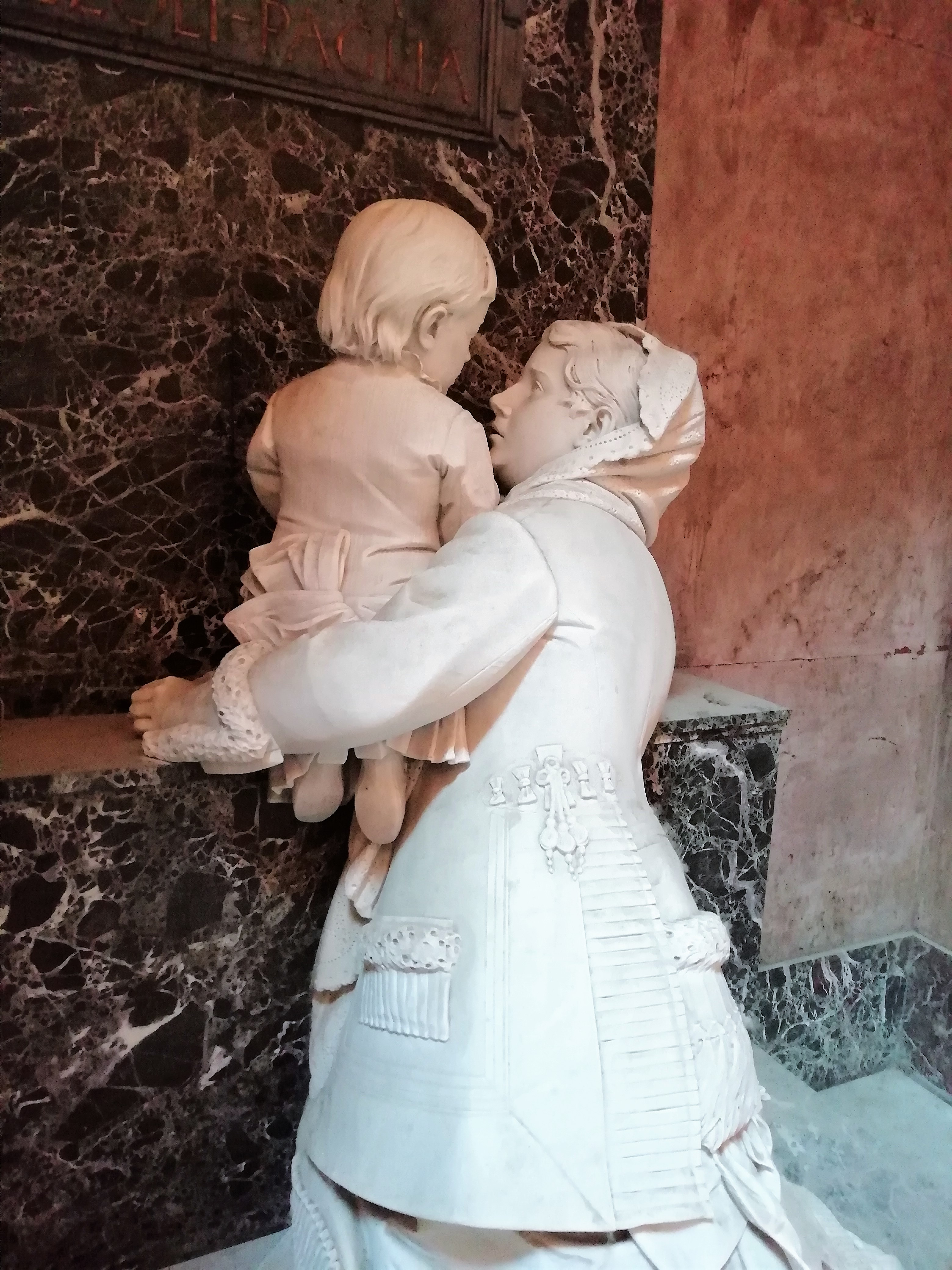
Tomba Pezzoli Paglia, particolare
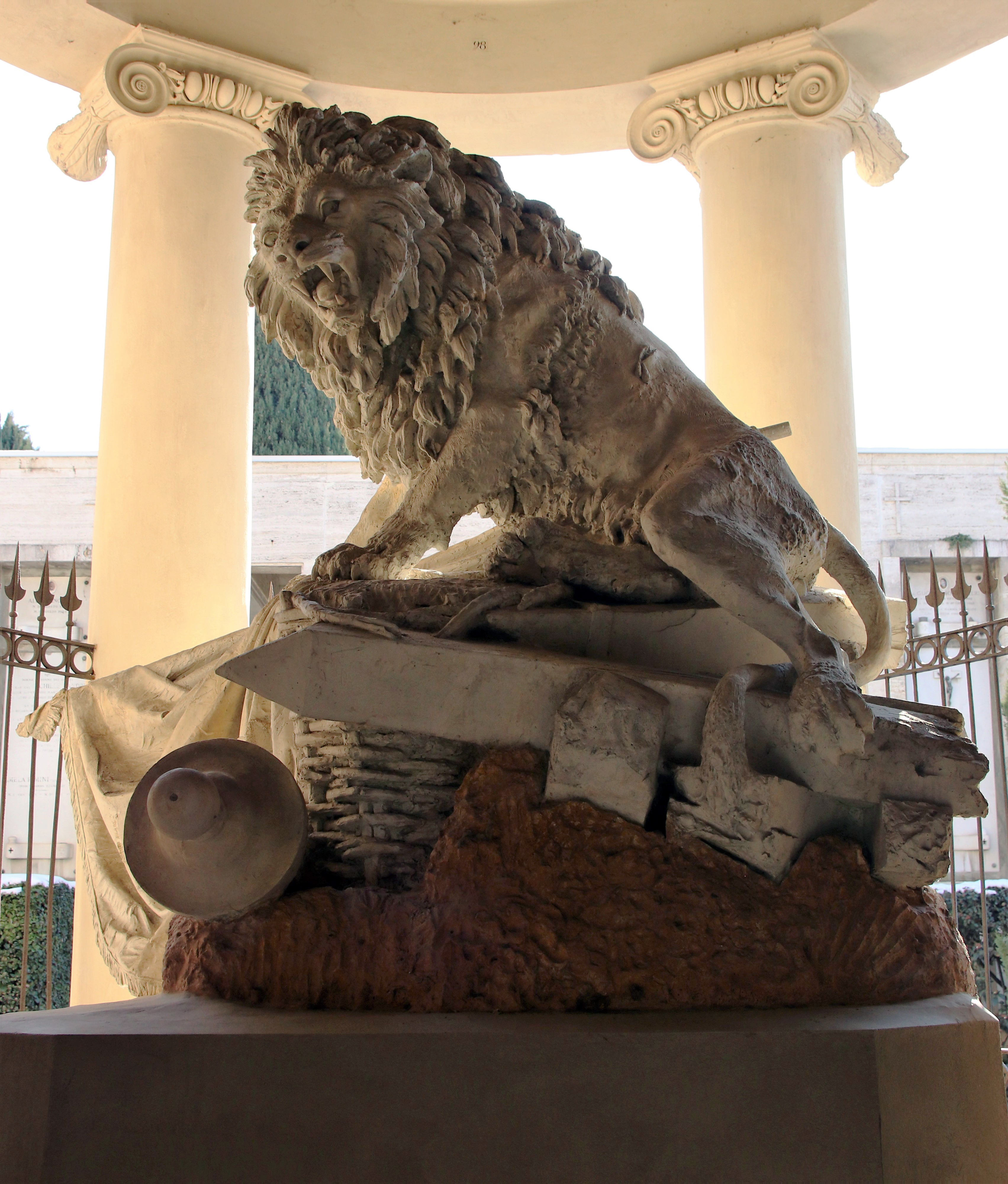
Monumento ai martiri dell'Indipendenza
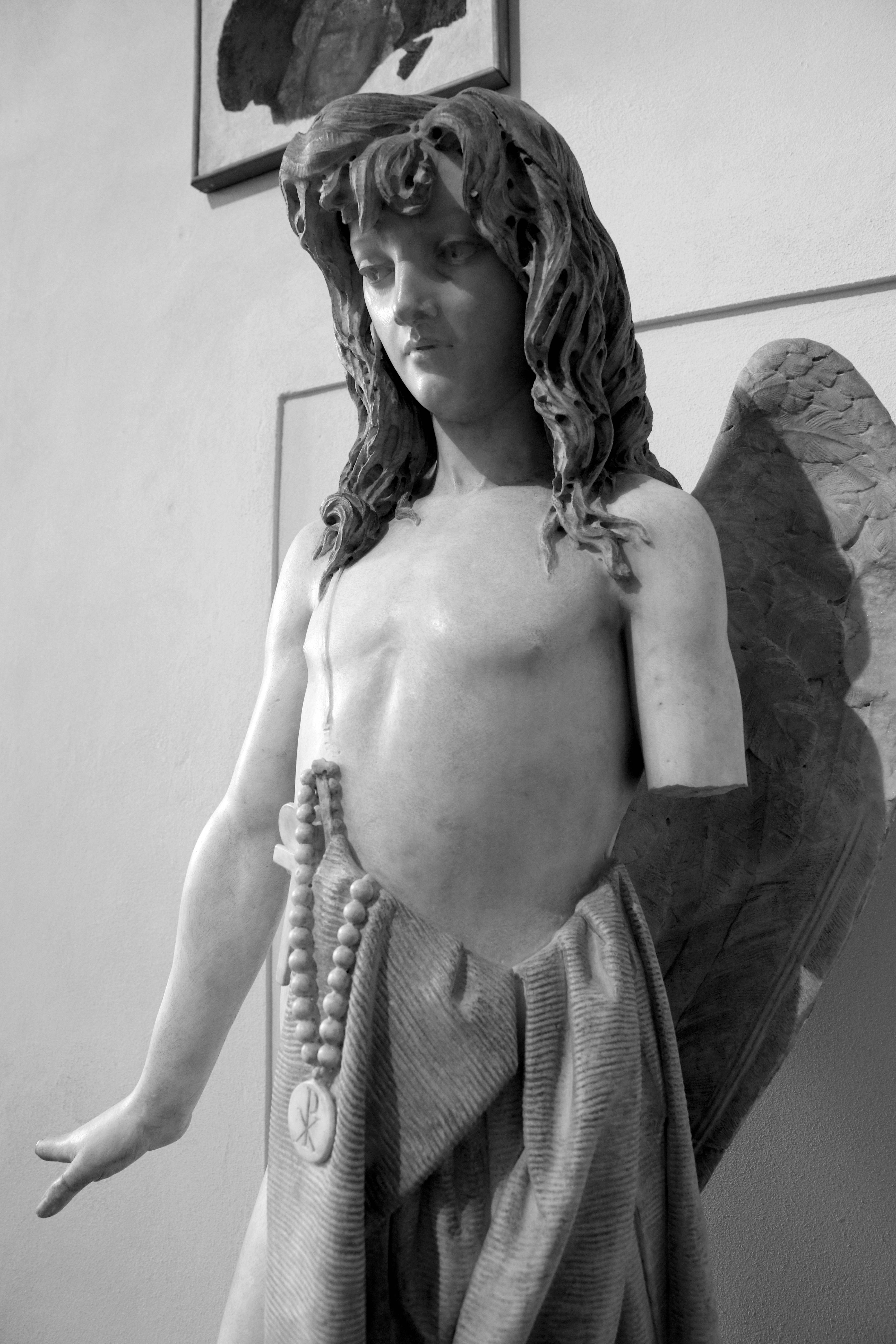
Genio funebre della cella Rossi Muratori
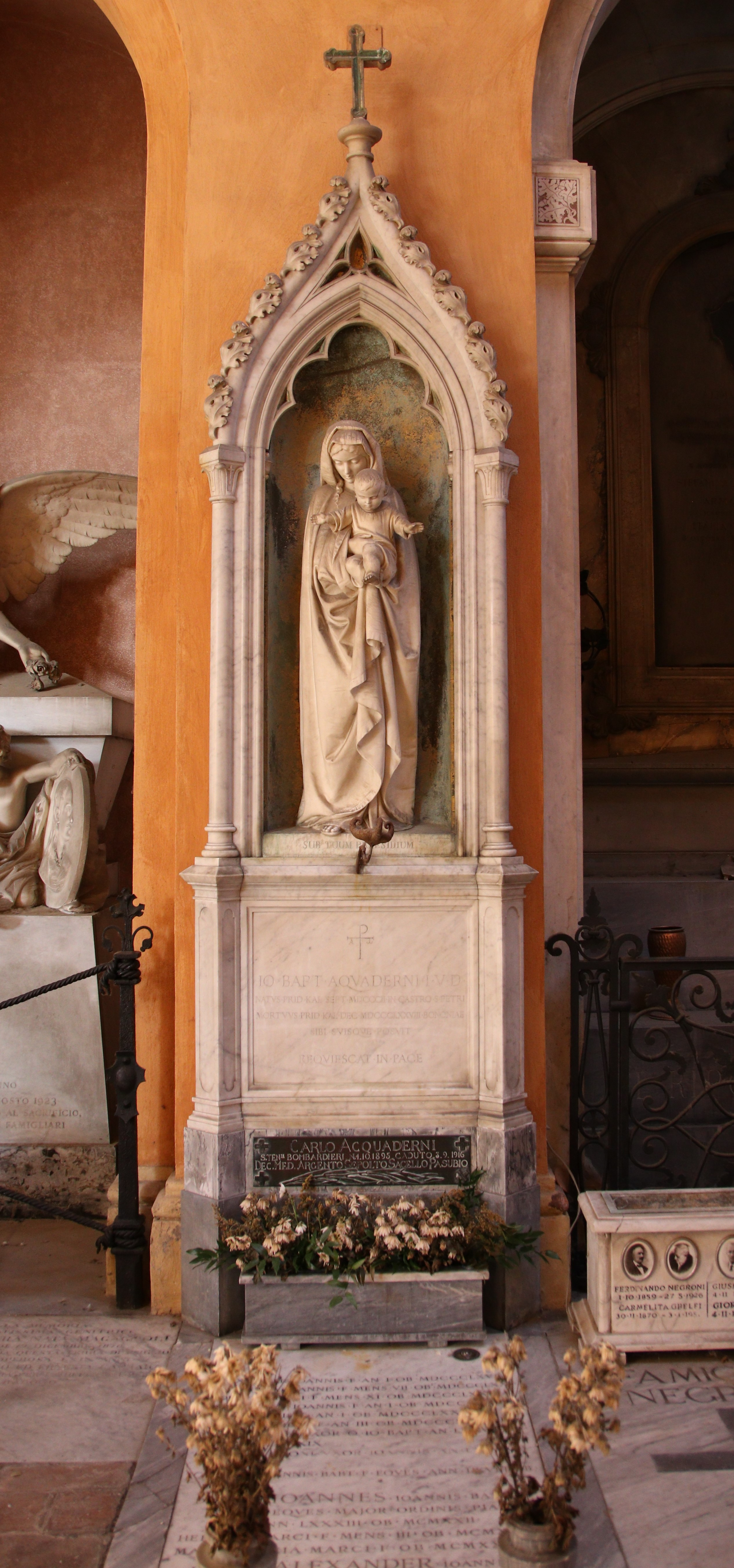
Monumento Acquaderni